# Vladimír Páral
Vladimír Páral (ur. 10 sierpnia 1932 w Pradze) – czeski pisarz tworzący czasami pod pseudonimem Jan Laban, z wykształcenia inżynier chemik. 
Jego twórczość cechuje umiejętność realistycznej obserwacji zjawisk i faktów z życia codziennego, przedstawianie ich w sposób maksymalnie zracjonalizowany, z dystansu, z ironią. Motywem jego twórczości stała się tzw. mała stabilizacja.
Debiutował cyklem "Targowisko spełnionych życzeń" (1964), "Prywatna zawierucha" (1966), "Katapulta"(1967). Ponadto autor takich książek jak "Udręki wyobraźni", "Zawód: kobieta", "Cud generalny", "Dekameron 2000, czyli miłość w Pradze".